# Pleolophus suigensis
Pleolophus suigensis är en stekelart som först beskrevs av Tohru Uchida 1930.  Pleolophus suigensis ingår i släktet Pleolophus och familjen brokparasitsteklar. Inga underarter finns listade i Catalogue of Life.